# +ストリーム!
『+ストリーム!』（プラスストリーム）は、フジテレビ（関東ローカル）にて2023年4月3日から9月29日まで月曜日から金曜日の13:50 - 14:48を第1部、14:48 - 15:45を第2部として放送されていた再放送枠。

## 概要
それまでフジテレビの午後の再放送枠として、2016年10月3日から2023年3月31日まで『メディアミックスα』が月曜日から金曜日の14:45 - 15:45に放送していたが、2023年4月改編で『ぽかぽか』の放送時間が1時間縮小されたことに伴い、新たに設置された再放送枠。
本枠は前番組同様、主にドラマの再放送がメインではあったが、『ザ・ノンフィクション』等のドキュメンタリー番組や、スポーツ関連番組も随時放送されていた。
当枠で報道特別番組を放送しない時（通常時）は、『メディアミックスα』と同様に第1部終了時（14:47）に1分間、次の番組の予告が放送されている。冒頭30秒は榎並大二郎（フジテレビアナウンサー）が当日の『Live  News イット!』の内容をスタジオから生放送で紹介。後半30秒は『イット!』に引き続いて19時から放送する番組の番宣CMが放送される。
2023年秋季番組改編に伴い9月29日を以て終了。僅か半年で幕を下ろすことになった。翌週10月2日より同時間帯はドラマの再放送に限らず、バラエティ等他のジャンルの番組も編成する放送枠『ハッピーアワー』を放送している。

## 放送作品一覧

### テレビドラマ

#### 再放送
- 空から降る一億の星（2023年4月3日第1部）[3][4]
- 眠れる森（2023年4月3日第2部 - 4月7日、4月10日 - 4月11日）[3][5]
- 昼顔〜平日午後3時の恋人たち〜（2023年4月12日 - 4月14日、4月18日 - 4月20日第1部）[6][7]
- 風間公親 -教場0-（追っかけ再放送、2023年4月17日、4月24日第1部、5月1日第1部、5月8日第1部、5月15日第1部、5月22日第1部、5月29日第1部、6月5日第1部、6月12日第1部、6月19日第1部）[8]
- PICU 小児集中治療室（2023年4月20日第2部 - 4月21日、4月25日 - 4月28日、5月1日第2部）[9][10]
- 合理的にあり得ない ～探偵・上水流涼子の解明～（関西テレビ製作。追っかけ再放送、2023年4月24日第2部、6月26日第1部）
- 花ざかりの君たちへ〜イケメン☆パラダイス2011（2023年5月8日 - 5月12日第2部、5月15日 - 5月19日第2部、5月22日 - 5月23日第2部）
- ウォーターボーイズ（2023年5月9日 - 5月12日第1部、5月16日 - 5月19日第1部、5月23日 - 5月25日第1部）
- BOSS(第1シリーズ)（2023年5月26日第1部、5月30日 - 6月2日第1部、6月6日 - 6月9日第1部、6月13日 - 6月14日第1部）
- やんごとなき一族（2023年5月26日第2部、5月29日 - 6月2日第2部、6月5日 - 6月9日第2部）
- 世にも奇妙な物語 傑作選（2023年6月12日 - 6月14日第2部）[11]
- 世にも奇妙な物語'19秋の特別編（2023年6月15日）[6][12]
- 世にも奇妙な物語'22秋の特別編（2023年6月16日）[6][12]
- 絶対零度〜未然犯罪潜入調査〜（2023年6月20日 - 6月23日第1部、6月27日 - 6月30日第1部、7月3日 - 7月4日第1部）[13]
- 絶対零度〜未然犯罪潜入調査〜（2020年版）（2023年7月4日第2部 - 7月7日、7月10日 - 7月12日第1部）[14][15]
- マルモのおきて（2023年7月12日 - 7月14日第2部、7月18日 - 7月21日第2部、7月24日 - 7月28日第2部、7月31日第2部）
- 離婚弁護士（2023年7月13日 - 7月14日第1部、7月18日 - 7月21日第1部、7月25日 - 7月28日第1部、7月31日第1部）
- 真夏のシンデレラ（追っかけ再放送、2023年7月17日）[8]
- 転職の魔王様（関西テレビ製作。追っかけ再放送、2023年7月24日第1部）
- 離婚弁護士II〜ハンサムウーマン〜（2023年8月1日 - 8月4日第1部、8月7日 - 8月10日第1部、8月14日 - 8月16日第1部）
- ばらかもん（追っかけ再放送、2023年8月1日第2部、2023年8月8日第2部、2023年8月15日第2部）
- ナンバMG5（2023年8月2日 - 8月4日第2部、8月7日第2部、8月9日- 8月10日第2部、8月14日第2部、8月16日 - 8月17日第2部、8月21日第2部）
- ミステリと言う勿れ（2023年8月22日 - 8月25日第1部、8月28日 - 9月1日第1部、9月4日 - 9月6日第1部）[8][16]
- 古畑任三郎(第3シーズン)（2023年8月23日 - 8月25日第2部、8月28日 - 9月1日第2部、9月4日 - 9月5日第2部）[17]
- 古畑任三郎(第1シーズン傑作選[18])（2023年9月6日第2部）
- 山村美紗サスペンス 赤い霊柩車(第35 - 37作を放送)（2023年9月8日[19]、 9月11日 - 9月12日）[6]
- フリーター、家を買う。（2023年9月13日 - 9月14日第1部、9月18日 - 9月22日第1部、9月25日 - 9月29日第1部）
- のだめカンタービレ（2023年9月13日 - 9月14日第2部、9月18日 - 9月22日第2部、9月25日 - 9月28日第2部）

#### 事前番組
- まだ間に合う!「わたしのお嫁くん」後半戦突入スペシャル!（2023年5月24日第2部）
- 今夜、衝撃の7話!「あなたがしてくれなくても」1話から6話SPダイジェスト!（2023年5月25日第2部）
- 今から追いつける!ドラマ「この素晴らしき世界」（2023年8月17日第1部）
- 真夏のシンデレラ!夏ど真ん中!恋も大盛り上がり（2023年8月21日第1部）

### ドキュメンタリー
- 逮捕の瞬間!警察24時 熱血刑事が大追跡編（2023年5月2日）[6]
- ザ・ノンフィクション特別編 花子と大助〜余命宣告からの夫婦1400日〜（2023年5月3日）[6]
- 皇室ゴールデンウィークスペシャル（2023年5月4日）[6]
- しらべてみたら（2023年6月19日 - 6月23日第2部）
- ザ・ノンフィクション特別編（2023年6月26日 - 6月30日第2部）

### スポーツ関連

#### 本放送
- たまッチ! ～祝 侍ジャパン世界一 WBCで人生激変SP～（2023年5月5日）[20]
- イット!特別編 パリ五輪予選／ワールドカップバレー密着!石川祐希の10年間（2023年8月11日第2部）[21]
- イット!特別編 女子バレー復活に託された世代／栗山×眞鍋×森保名将鼎談（2023年8月18日）[6]
- S-PARK SPECIAL 決戦前夜!男子快進撃の舞台裏（2023年9月29日第2部）

#### 事前番組
- バレーボールパリ五輪予選明日開幕！家族のキズナSP（2023年9月15日）[6]

### バラエティ
- ミュージカル スクールオブロック〜特別課外授業〜（2023年8月11日第1部）[22]